# Noah Worcester
Noah Worcester (né le 25 novembre 1758 à Hollis, dans le New Hampshire - mort le 31 octobre 1837 à Brighton, dans le Massachusetts) était un pasteur américain unitarien engagé dans le mouvement pacifiste.
À l'âge de seize ans, Noah Worcester rejoint les milices de Hollis. Il participe ainsi à la Guerre d'indépendance des États-Unis et, plus particulièrement aux batailles de Bunker Hill en 1775 et de Bennington en 1778.
Quelques années plus tard, en 1785, il décide de devenir pasteur et est devient ministre à Thornton, dans le New Hampshire, deux ans plus tard. Il y reste pendant 23 ans, contribuant également régulièrement à des journaux tant populaires que théologiques.
En 1810, il devient pasteur à Salisbury, dans le New Hampshire, pour aider son frère malade. Trois ans plus tard, en mai 1813, il devient rédacteur en chef du mensuel The Christian Disciple à Boston et déménage à Brighton, dans le Massachusetts.
En décembre 1814, il publie A Solemn Review of the Custom of War, un traité pacifiste qui sera traduit dans de nombreuses langues. Il fonde également la Massachusetts Peace Society et, en 1815, crée un journal intitulé The Friend of Peace dont il sera le rédacteur en chef jusqu'en 1828. Ce journal aurait été l'une des publications religieuses les plus influentes de son temps.
En 1818, il reçoit le titre de Doctor of Divinity du Harvard College.

## Publications
- Bible News of Father, Son and Holy Ghost, 1810.
- A Solemn Review of the Custom of War, 1814.

## Sources
- Dennis Davidson, Noah Worcester, dans le Dictionary of Unitarian and Universalist Biography.
- Samuel Atkins Eliot, Noah Worcester in Heralds of a Liberal Faith, vol. 2, 1901.
- William P. Marchione, Noah Worcester: Brighton's Apostle of Peace, sur le site de la Brighton Allston Historical Society.